# Straż Kościuszkowska
Straż Kościuszkowska, Kompania K. (ang. Kosciuszko Guard, Company K) – ochotnicza formacja militarna utworzona przez polskich imigrantów, skupionych w parafii św. Stanisława w Milwaukee, stan Wisconsin. Organizacja powstała w 1874 roku, jej założycielem oraz pierwszym kapitanem był August Rudziński. Straż rozwiązana została w 1950 roku, niemniej do tego czasu zapisała się na kartach historii, biorąc udział w lokalnej pacyfikacji strajków, czy pierwszej oraz drugiej wojnie światowej.

## Siedziba
Zbrojownia pełniąca główną siedzibę Straży Kościuszkowskiej została wzniesiona w czerwcu 1887 r. przy South Sixth Street. Za projekt budynku odpowiedzialny był Bernard Kolpacki. Miejsce to znane jako Kosciuszko Hall służyło społeczeństwu jako punkt, w którym organizowano przedstawienia, tańce oraz spotkania towarzyskie. W roku 1960 dawna zbrojownia została zamknięta.

## Aktywność militarna
Po raz pierwszy Straż Kościuszkowska została wezwana do działania w maju 1886 w celu opanowania niespokojnej sytuacji, wywołanej strajkiem robotników – domagających się skrócenia dziennego czasu pracy do ośmiu godzin. Wraz z innymi dwoma oddziałami milicji – powołanymi przez gubernatora Jeremiaha Rusk’a – piątego maja oddali strzały w stronę tłumu również złożonego z polskich robotników, zgromadzonego na terenie walcowni stali. W wyniku pacyfikacji zginęło około 5-9 osób, także dwóch postronnych świadków w tym chłopiec polskiego pochodzenia. Wydarzenie to zostało nazwane mianem masakry w Bay View.
Pierwszym większym konfliktem, w ramach którego zmobilizowano milicję z Milwaukee, była wojna amerykańsko-hiszpańska z 1898 r. Udział Straży Kościuszkowskiej był epizodyczny i nie wzięła ona udziału w walkach, została jedynie wysłana na Florydę.
Polski oddział milicji z Milwaukee wziął udział w dwóch światowych konfliktach, 250 mężczyzn oraz 6 oficerów wysłanych zostało do Francji w 1917 r. Po zakończeniu wojny straż została przekształcona w 127 pułk piechoty trzydziestej drugiej dywizji. W takiej formie Kompania K wzięła udział w działaniach na Oceanie Spokojnym w czasie drugiej wojny światowej.